# Hydriomena serrilinearia
Hydriomena serrilinearia är en fjärilsart som beskrevs av Paul Dognin 1913. Hydriomena serrilinearia ingår i släktet Hydriomena och familjen mätare. Inga underarter finns listade i Catalogue of Life.